# Christelle Szynal
Christelle Szynal (* 5. Mai 1969, verheiratete Christelle Vallet) ist eine französische Badmintonspielerin. 

## Karriere
Christelle Szynal wurde 1997 erstmals französische Meisterin im Damendoppel mit Sandra Dimbour. 2000 gewann sie in ihrer Heimat einen weiteren Titel im Mixed. 1997 und 1999 nahm sie an den Badminton-Weltmeisterschaften teil. 1998 wurde sie Dritte bei den Scottish Open.

## Sportliche Erfolge
| Saison    | Veranstaltung                                   | Disziplin   | Platz | Name                                       |
| --------- | ----------------------------------------------- | ----------- | ----- | ------------------------------------------ |
| 1996/1997 | Französische Meisterschaft                      | Damendoppel | 1     | Sandra Dimbour / Christelle Szynal         |
| 1999      | Weltmeisterschaft                               | Mixed       | 17    | Jean-Michel Lefort / Christelle Szynal     |
| 1999/2000 | Französische Meisterschaft                      | Mixed       | 1     | Sydney Lengagne / Christelle Szynal        |
| 2004/2005 | Französische Seniorenmeisterschaft (Vétérans I) | Mixed       | 1     | Patrick Perrault / Christelle Szynal       |
| 2004/2005 | Französische Seniorenmeisterschaft (Vétérans I) | Dameneinzel | 1     | Christelle Szynal                          |
| 2004/2005 | Französische Seniorenmeisterschaft (Vétérans I) | Damendoppel | 1     | Christelle Szynal / Isabelle Hardouin      |
| 2005/2006 | Französische Seniorenmeisterschaft (Vétérans I) | Mixed       | 1     | Cédric Magne / Christelle Szynal           |
| 2005/2006 | Französische Seniorenmeisterschaft (Vétérans I) | Dameneinzel | 1     | Christelle Szynal                          |
| 2005/2006 | Französische Seniorenmeisterschaft (Vétérans I) | Damendoppel | 1     | Christelle Szynal / Marie-Noëlle Lechalupé |
| 2006/2007 | Französische Seniorenmeisterschaft (Vétérans I) | Dameneinzel | 1     | Christelle Szynal                          |
| 2006/2007 | Französische Seniorenmeisterschaft (Vétérans I) | Damendoppel | 1     | Christelle Szynal / Marie-Noëlle Lechalupé |